# Tepidário

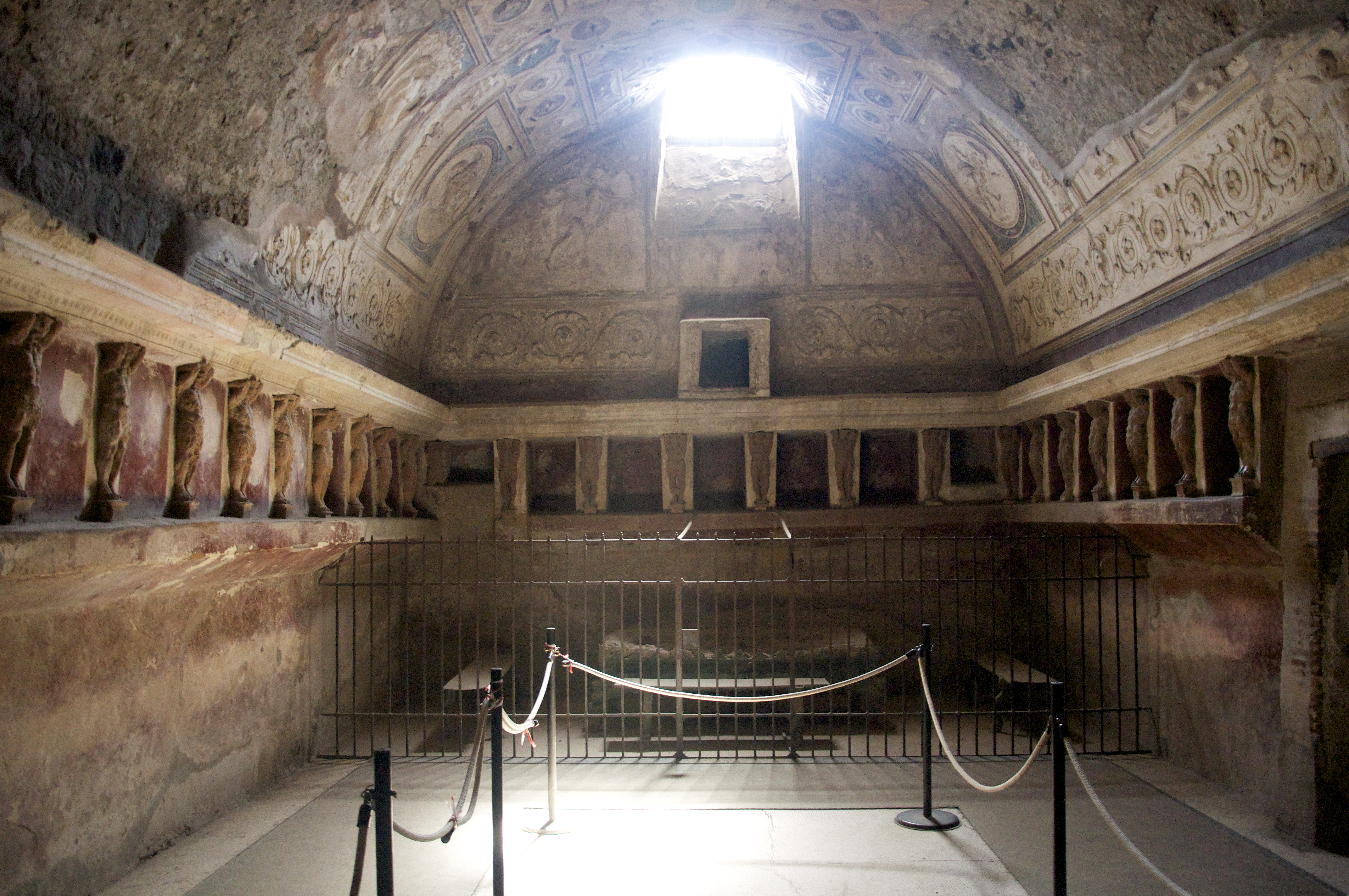
Tepidário em Pompeia

O tepidário (em latim: tepidarium) era o local do banho morno (tépido) nas termas romanas, local de banho público na Roma Antiga. Como verificado em Pompeia e nas Termas de Hípias, não tinha água, mas era aquecido com ar quente a uma temperatura agradável, de modo a preparar os corpos daqueles que se exporiam ao grande calor do caldário ou, ao saírem das termas, iriam entrar em contato com o ar livre.